# NGC 7234
NGC 7234 (ook: NGC 7235) is een open sterrenhoop in het sterrenbeeld Cepheus. Het hemelobject werd op 16 oktober 1787 ontdekt door de Duits-Britse astronoom William Herschel.

## Synoniemen
- OCL 229